# Audulf
Ne doit pas être confondu avec Audulf (roi de Frise).
Audulf (ou Andulf, ou Autulf, ou Adulf, selon les sources et les manuscrits ; parfois orthographié Andulphe dans d'anciennes publications) est un dignitaire de la cour de Charlemagne, qui fut chargé en 786 d'une campagne militaire pour soumettre les Bretons d'Armorique. C'est le seul épisode où il est mentionné.

## Sources

### Annales regni Francorum
La principale source à son propos, ce sont les Annales regni Francorum : « 786 - Après avoir passé l'hiver et célébré la sainte fête de Pâques dans le palais d'Attigny, le roi résolut d'envoyer une armée dans la Bretagne d'en-deçà des mers (in Brittanniam cismarinam). Lorsque l'île de Bretagne avait été envahie par les Angles et les Saxons, une grande partie de ses habitants, traversant la mer, étaient venus s'établir à l'extrémité de la Gaule, dans le pays des Vénètes et des Curiosolites. Depuis, ce peuple, soumis et rendu tributaire (subactus et tributarius factus) par les rois francs, s'était habitué, bien qu'à contre-cœur, à payer la redevance qui lui avait été imposée. Mais à cette époque il n'était plus obéissant, et Audulf, préposé à la table du roi (regiæ mensæ præpositus), fut envoyé contre les rebelles ; il réprima, avec une admirable promptitude, l'audace de cette nation perfide, et amena à Worms, devant le roi, les otages qu'il avait reçus, et plusieurs Bretons des premières familles. Le roi, ayant tout pacifié, résolut de partir pour Rome [...] ».

### La Chronique de Réginon de Prüm
La Chronique de Réginon de Prüm attribue à ce personnage un titre équivalent : « An de l'Incarnation du Seigneur 786 - Charles envoya dans le pays de Bretagne son armée avec son missus Odulf, chef des cuisiniers (principe coquorum) ; les Francs y conquirent de nombreux châteaux (castella), puis présentèrent au roi, à Worms, dans une assemblée publique, des personnes du premier rang de ce pays. Voyant qu'il avait la paix partout, le roi partit pour Rome [...] ». Certains manuscrits des Annales de Fulda lui donnent un autre titre : « 786 - Charles dompta les Bretons par l'entremise du sénéchal Autulf, y envoyant une armée » (le mot senescalcum ne figurant que dans une partie des manuscrits). Ce titre se retrouve dans la Chronique de Sigebert de Gembloux : « 786 - Le roi Charles envoie son sénéchal Adulf contre les Bretons, et par son entremise s'empare de nombreux châteaux (castra) et de chefs des Bretons ».

### Annales
- Les Annales Mettenses priores le désignent par une expression plus vague : « An de l'Incarnation du Seigneur 786 - Le très pieux roi Charles envoya contre les Bretons une partie de son armée, à la tête de laquelle il plaça Audulf, un homme du plus haut rang (virum illustrem). Ces troupes vainquirent les Bretons et soumirent toute la région à la domination des Francs (totam illam regionem Francorum dicioni subegerunt) ; les chefs des Bretons furent conduits à Worms et présentés aux regards royaux (regiis obtutibus). Voyant que grâce à Dieu il jouissait de la paix et que les peuples étaient soumis de toutes parts, le très clément roi Charles se rendit au seuil des apôtres Pierre et Paul [...] ».

- Les Annales Laureshamenses, qui ne mentionnent pas cette expédition militaire, précisent que Charlemagne réunit à Worms, en août 786, « un synode d'évêques et une assemblée magnifique » où l'on traita d'un complot ourdi par des comtes d'Austrasie qui venait d'être découvert. L'expédition d'Audulf aurait donc eu lieu entre Pâques (tombant le 30 mars) et août 786.

- Cette expédition n'eut semble-t-il pas beaucoup d'effets durables : pour l'année 799, les Annales regni Francorum signalent que « le comte Gui, qui dirigeait la marche de Bretagne, entra en Bretagne avec les comtes qui lui étaient associés, la parcourut entièrement, et obtint sa soumission. Il présenta au roi, revenu de Saxe, les armes des chefs qui s'étaient rendus, avec le nom de chacun inscrit dessus. Par ces armes, chacun livra sa personne, sa terre et son peuple, et toute la province des Bretons fut soumise (subjugata) aux Francs, ce qui n'avait jamais été le cas auparavant (quod numquam antea) ». Les Annales Mettenses priores ont à quelques mots près le même texte, qui dans l'un et l'autre cas reflète une situation un peu différente de celle qui était évoquée pour l'année 786. Voici la formulation des Annales qui dicuntur Einhardi (très proches des Annales regni Francorum) : « Alors que le roi hivernait à Aix-la-Chapelle, le comte Gui, préfet de la marche de Bretagne, qui la même année avait parcouru toute la province des Bretons avec les comtes qui lui étaient associés, lui apporta les armes des chefs qui s'étaient rendus, avec le nom de chacun inscrit dessus. En effet, il semblait que cette province était alors entièrement soumise (subacta), n'eût été la versatilité de cette nation perfide, qui à son habitude (more solito) avait changé de disposition ». Pour l'année 800, Charlemagne étant à Tours au mois de juin, les Annales Mettenses priores signalent seuls le détail suivant : « Les ducs et les comtes de tous les Bretons, porteurs de dons, y furent admis en sa présence ».

## À ne pas confondre
À ne pas confondre avec saint Odulf d'Utrecht aussi dit Odulphus, Sind Odulp, Olof, Oelbert et Oel. Xe siècle. Missionnaire Frise.